# Alain Mottet
Alain Mottet (* 30. Dezember 1928 in Lyon; † 31. Oktober 2017 in Paris) war ein französischer Schauspieler.

## Leben
Seine Anfänge als Schauspieler hatte Alain Mottet Mitte der 1950er Jahre mit Roger Planchon. 1957 war er maßgeblich beteiligt an der Entstehung von Arthur Adamovs Paolo Paoli. Ebenso spielte er in Michel Vinavers ersten Stück Die Koreaner. Mottet spielte unter Marcel Camus und Marcelle Tassencourt, wurde inszeniert von Jean Le Poulain, Roger Planchon, André Barsacq und Georges Wilson. Von 1986 bis 1988 war er Mitglied der Comédie-Française. Im Fernsehen wurde Alain Mottet vor allem durch die Rolle des Inspektor Flambart in der Fernsehserie Vidocq (1967) bekannt. In der TV-Verfilmung von Supervielles Shéhérazade spielte 1970 er den in die Titelheldin Sheherazade (Claude Jade) verliebten Shazenian, der mit ihr auf einem fliegenden Pferd durch den Nachthimmel entflieht. In der französisch-deutschen Serie Das große Geheimnis spielte Mottet den verschwundenen Wissenschaftler Hamblain. Im Kino war Mottet in Nebenrollen zu sehen, so etwa als Lagerkommandant neben Lino Ventura in Jean-Pierre Melvilles Armee im Schatten (1969).
Am 31. Oktober 2017 beging Mottet gemeinsam mit seiner Frau, der Schauspielerin Françoise Hirsch, Suizid.

## Filmografie (Auswahl)
- 1963: Das Irrlicht (Le feu follet)
- 1965: Belphégor oder das Geheimnis des Louvre (Belphégor ou le Fantôme du Louvre, Fernsehserie, 2 Folgen)
- 1966: Das Geheimnis der weißen Masken (Les compagnons de Jehu, Fernsehfünfteiler)
- 1967: Vidocq (Fernsehserie, 13 Folgen)
- 1968: Ho! Die Nummer eins bin ich (Ho!)
- 1969: Armee im Schatten (L‘armée des ombres)
- 1970: Wild C.A.T.S. (Un aller simple)
- 1971: Shéhérazade
- 1970: Der Kommissar und sein Lockvogel (Dernier domicile connu)
- 1972: Der Mann aus Marseille (La scoumone)
- 1974, 1980: Die Fälle des Monsieur Cabrol (Les cinq dernières minutes, Fernsehserie, 2 Folgen)
- 1975: Die großen Detektive (Les grands détectives, Fernsehserie, 1 Folge)
- 1976: Der Gute und die Bösen (Le bon et les méchants)
- 1978: Anklage – Mord (L'amour en question)
- 1980: Jean Jaurès: Leben und Tod eines Sozialisten (Jean Jaurès: vie et mort d'un socialiste)
- 1980: Inspektor Loulou – Die Knallschote vom Dienst (Inspecteur la Bavure)
- 1981: Der Geheimagent (L’agent secret)
- 1990: Gauner gegen Gauner (Ripoux contre Ripoux)
- 1983: Zwei Profis steigen aus (Un dimanche de flic)
- 1989: Das große Geheimnis (Le grand secret)
- 1998: Nestor Burmas Abenteuer in Paris (Nestor Burma, Fernsehserie, 1 Folge)
- 2002: Aram
- 2003: Mata Hari – Die wahre Geschichte (Mata Hari, la vraie histoire)